# P/2012 T2 (PANSTARRS)
P/2012 T2 (PANSTARRS) — одна з короткоперіодичних комет сім'ї Юпітера. Ця комета була відкрита 10 жовтня 2012 року; вона мала 21.1m на час відкриття.